# 劇場版 仮面ライダーゼロワン REAL×TIME
『劇場版 仮面ライダーゼロワン REAL×TIME』（げきじょうばん かめんライダーゼロワン リアル タイム）は、日本の映画作品。2020年12月18日より東映系で公開された。同時上映作品は『劇場短編 仮面ライダーセイバー 不死鳥の剣士と破滅の本』。
キャッチコピーは「アナタは最期を共にする。」「楽園（エデン）という名の絶望を止めろ!」「全人類全滅まであと60分。」。

## 概要
特撮テレビドラマ「仮面ライダーシリーズ」の『仮面ライダーゼロワン』単独映画作品。当初は『魔進戦隊キラメイジャー THE MOVIE ビー・バップ・ドリーム』との同時上映で2020年7月23日の公開予定だったが、新型コロナウイルスの感染拡大に伴い、同年12月18日に延期となり、同時上映も前述の仮面ライダーセイバーの単独短編映画『劇場短編 仮面ライダーセイバー 不死鳥の剣士と破滅の本』に変更された。

## ストーリー
「エス」を名乗る謎の男が謎の白服の集団とともに人類に「楽園の創造」を宣言。白服たちが仮面ライダーアバドンとなり、世界中で正体不明のガス兵器による同時多発テロを引き起こす。エスの計画を止めるため、飛電或人は仮面ライダーゼロツーに変身し戦うが、仮面ライダーエデンに変身したエスにドライバーとプログライズキーを奪われてしまう。エスは奪ったキーとサウザンドジャッカーで楽園創造のためのキーを作り起動し、世界滅亡へのカウントダウンを始めた。人類に残された時間はあと60分。仮面ライダーたちは、世界滅亡の野望を止めるために奔走する。

## 本作品オリジナルの登場人物
エス / 仮面ライダーエデン
テレビシリーズ最終話にて、アークの秘書であるアズから新たなアークとして見出され、エデンゼツメライズキーとエデンドライバーを渡された謎の男。
「楽園ガーディア」の創造主を自称し、楽園を創造することが目的。創設した闇サイト「シンクネット」の管理人を務め、サイトの接続者たちを一斉蜂起して世界同時多発テロ行為を引き起こす。
その正体は研究所「ナノミライ」で人工知能を搭載した医療用のナノマシンを開発していたチームのリーダーである一色 理人（）。デイブレイクの日に恋人の朱音をナノマシンの暴走によって失い、朱音の脳が生きているデータの世界を楽園とするため、自身の脳をデータ化し、ナノマシンの集合体で形成された不死身の体に生まれ変わっており、善意の心を持つ選ばれた人々をデータの世界に送ろうとしていた。
- テレビシリーズでは人間の悪意をラーニングした人工知能アークが、人間である飛電或人とヒューマギアである滅亡迅雷.netの滅との戦いに大きく関わり、人工知能＝AIを描くことで「人間」そのものを描くことがテーマだったため、人間の悪意を強調した敵として、悪意が宿った人工知能搭載型ナノマシンが敵となった。

遠野 朱音（）
或人が駅のホームで出会った女性。
かつてはエス（一色理人）の婚約者で、彼とともに人工知能を搭載した医療用のナノマシンの開発に携わっていた。ナノマシンの実験台となるが、テストの日にアークがデイブレイクを起こし、ナノマシンをハッキングしたことによって体内のナノマシンが暴走し、再起不能となった。その後、脳がデータ化され、データの世界で生きていたが、或人と出会い、エスが衛星ゼアを使って世界を滅ぼすキーを作ろうとしていると話す。

野立 万亀男（）
ZAIAエンタープライズジャパン常務取締役。口癖は「100%」。外部にZAIAのテクノロジーを流出させた疑惑があり、逃走を試みたところを天津に発見され、飛電インテリジェンスにて尋問される。

### シンクネットの信者たち
破滅願望のある人間たちが集まる闇サイト「シンクネット」の信者。
本体は別にあり、エスが改造した特殊なザイアスペックで操作して結集したAIナノマシンを制御することにより、作り出した本体の人物の願望が込められたアバターの姿で活動している。
アバターは皆赤い瞳で、基盤のようなタトゥーが顔に入っている。サイトにアクセスし、毒ガステロ（に見せかけた人々のデータ化）を各地で遂行していた。
- シンクネットのマークは、地球と朱音の象徴であるアネモネをネットで繋いでいるイメージで、アジトのビルも上から見るとアネモネのような形になっている[15]。

ベル / 仮面ライダーアバドン / 仮面ライダールシファー
シンクネットの幹部で、リーダー的存在。白装束に赤マントをなびかせている。世界が崩壊した後、自分たちは楽園に行けると信じていた。エスの真意を知ったのち、エデンドライバーを奪いルシファーに変身、彼に代わって楽園の創造主になろうとした。
- 世の中に対する怒りというイメージで、少し赤を目元に入れている。

ムーア / 仮面ライダーアバドン
シンクネットの幹部。白のロリータファッションで、口に棒付きキャンディを咥え、ウサギのぬいぐるみを引きずっている。口が悪い。バルキリーやサウザーと戦う。

ルーゴ / 仮面ライダーアバドン
シンクネットの幹部。眼鏡をかけ、白装束を着ている。バルカンや迅と戦う。

ブガ / 仮面ライダーアバドン
シンクネットの幹部。筋肉質で、白装束はノースリーブとなっている。ナイフを剛腕を生かした力技で振るう。

## 本作品オリジナルの仮面ライダー

### 仮面ライダーゼロワン ヘルライジングホッパー
飛電或人が飛電ゼロワンドライバーにヘルライズプログライズキーを装填して変身したゼロワンの新たな形態。
変身音声は「ヘルライズ！オーソライズ！プログライズ！Hells energy as destroy the world HELL RISING HOPPER!HEAVEN or HELL it doesn't matter."」。
シャイニングアサルトホッパーと同一のスーツ形状だが、白い目になっており、メタリックのワインレッドのラインがマットブラックの体に走った禍々しいスタイリングとなっている。
超過密な特殊粒子を放って閉鎖空間にあらゆるものを拘束するヘルライズ空間を作り出す。エデンとは対照的に「地獄」の名を冠し、周囲の世界が変身するだけで崩壊する凄まじい戦闘力を発揮するが、装着者の生命と引き替えとなる。
- チーフプロデューサーの大森敬仁はヘルライジングホッパーについて、ゼロワンは本来なら仮面ライダーゼロツーの時点で最強であり、劇場版で或人をポジティブな方向にパワーアップさせるとゼロツーの優位性がなくなるため、ネガティブな方向にパワーアップさせることに決めたと話している[27]。
- また、テレビシリーズにおける仮面ライダーアークワンとの違いとして、悪い力で相手と戦うのではなく、世界を守るために相手の力を取り込むという自己犠牲を意識したという[27]。
- デザインはシャイニングアサルトホッパーの色替えで、自ら危険な力を取り込んで抑えた悪いゼロワンというオーダーとなっている[24][28]。「地球を終わらせるライダー」というイメージから、胸部には地球のマークがデザインされている[27]。ヘルライジングホッパーへの変身は或人にとって過酷なものとなることから、口元のクラッシャーや牙のように見える意匠のグラフィックや血走ったようなメタリックレッドのライン取りや白い複眼など、顔のデザインは極限状態を思わせる禍々しい凶悪な表情となっている[出典 7]。シャイニングアサルトホッパーにあった知恵の輪のような意匠をマットブラックで塗ることで隠しており、シンクネットのマークを胸中央に入れて、そこからプリント基板のような白いマーキングを伸ばすことでデータが侵食していくようなイメージとなっており、胸の形状に併せて拡散していく雰囲気となっている[出典 8]。ブラックアウトと色替えを面に沿ってするのではなく、全く異なるライン取りをすることで新たなディテールに見えるように工夫されている[22]。
- スーツはシャイニングアサルトホッパーの色替え・改造[22]。
- 変身時にはゼロツーと同様の赤いバッタのライダモデルが出現するが、ゼロツーのものにあった赤いマフラーは外されている[29]。

必殺技
ヘルライジングインパクト
ヘルライジングホッパーの必殺技。
- 必殺技時に表示される文字は、アーク由来の筆文字となっているが、一度見ただけでは何と書いてあるか分からないような狂気の文字にしたいという監督の杉原の意向で荒々しく禍々しい筆致となった。

### 仮面ライダーエデン
エスがエデンドライバーとエデンゼツメライズキーを使用して変身する仮面ライダー。
変身音声は「エデン！プログライズ！アーク！Imagine Ideal Illusion.EDEN the KAMEN RIDER.The creator who charges forword believing in paradise."」。
「楽園」を象徴としており、ネイビーの装甲に全身を駆け巡る血管のような輝くラインがあしらわれている。
変身者であるエスはナノマシンの集合体であり、シンクネット本部に設置されている朱音の脳が内蔵されたブレインサーバーとの接続により、身体の大幅な欠損部をナノマシンの代替機によって瞬時に補填・修復し、無限に再生する自己修復機能を持つ。
- 初期段階からヒトそのものを生物モチーフに人体ないし血管がモチーフとすることは決まっていた[出典 11]。胸部のアーマーは胸襟や腹筋、心臓などの人体をモチーフとしており、そこから心臓の鼓動によって全身の血管から血液が全身に行き渡るようなデザインとなった[出典 11]。禍々しい印象となっているが、グロテスクにはせずにヒロイックに見えるようにまとめている[32][28]。静脈をイメージして、ベースはネイビーとなっており、配色は血の気が多い印象ではなく均衡が取れた理知的な印象を与えるものとなっている[出典 11]。マスクにある輪郭を超えて伸びた血管ディテールのうちの2本が触覚に見えるようになっており、太陽に手をかざして見えるような血の通った赤をイメージして赤い指となっている[出典 11]。
- スーツはアップ・アクション兼用の1着が制作[33][30]。マスクは前後に分割するものとして造形されている[33][30]。ゼロツー戦でのナイトシーンはブラックライトに反応するテープを身体のラインと張り替えて撮影している[33][30]。

ツール
エデンドライバー
アズから渡された飛電ゼロワンドライバーを、ナノマシンによって再構成したもの。
- おおらかなラインのバックルのカバー表面にすることで、他のライダーのベルトと異なる印象にしている。血管モチーフのグラフィックを大きなクリア面に入れることで、変身後のベルトは血管が中心から伸びたものとなった。
- プロップはアップ・アクション兼用となっている。

サウザンドジャッカー
エデンドライバーによって生み出されたもの。
サウザーのものと外見は変わらないが、タイマー機能を有しており、60分間の時を刻み、その間にエデンは世界を作り変えようとした。

必殺技
エデンインパクト
エデンの必殺技。

### 仮面ライダールシファー
ベルがエデンドライバーとエデンゼツメライズキーを使用して変身する白い仮面ライダー。
変身音声は「The creator who charges forword believing in paradise.OVER THE EDEN.」。
身長と体重以外のスペックはエデンを上回る。シンクネットのブレインサーバーと自身を繋げることで、無限の再生能力を誇る。武器は、エデン同様サウザンドジャッカー。
- デザインは脚本が完成した後に急遽決まったため、そこから受けた印象を取り入れている[28]。デザインモチーフは骨で、エデンと同様のアイテムを使用して変身しているものの、全てのエデンの要素が欠落して空っぽになったイメージとなっている[28]。エデンのようでエデンではない何かに見えるように表情のない怪物のような顔つきとなった[28]。
- スーツはエデンの塗装を変更して処理している[34]。

必殺技
パラダイスインパクト
ルシファーの必殺技。

### 仮面ライダーアバドン
シンクネットの信者たちがクラウディングホッパープログライズキーを、スラッシュアバドライザーかショットアバドライザーのいずれかに装填して変身する量産型の仮面ライダー。キーカラーは灰緑色。
変身音声は「シンクネットライズ！Team that flocks together!CROWDING HOPPER!An attack method using various group tactics.」。
指揮官仕様と一般のメンバーの2種類の装甲が存在し、指揮官仕様は右肩の3門の発射口を持つアバドンランチャーのカラーリングと形状が異なり、さらに個別に首のマフラーのようなチューブ（パイプ）と右肩の装甲のパーソナルカラーのカラーリングが施されている。
- アバドンの名前は脚本の高橋が提案したもので、『ヨハネの黙示録』に登場する同名の無数のイナゴを率いる天使が由来となっている[36][34]。
- 大森からデザインチームには「今度の映画にはイナゴライダーが登場します」と伝えられたが、それが間違って怪人である「イナゴレイダー」としてオーダーされてしまい、本作品では怪人を「仮面ライダー」と呼称するという初期案があったことから、本来専門の作家に依頼される怪人のデザインをプレックスの山下貴斗が担当したという[出典 15]。
- デザインモチーフはショッカーライダー[出典 15]。怪人ではあるが、ライダーのような姿の偽ライダーとして選ばれた[32]。差し色として黄色い背面のラインや腕と太ももの黄色い2本線などはショッカーライダーの意匠を意識したオマージュとなっている[32][34]。バルカン・バルキリーの色違いであるレイダーの共通の素体にレイダーの共通の記号であるパイプを付け、モチーフのアーマーを足していった[出典 15]。ライダーの顔や触覚はレイダー系のパイプディテールで形作っており、左肩にパイプディテールを流すことでマフラーに見立てている[32][28]。デザインは一般兵が先に描かれ、それをベースに肩とマフラーで色とディテールを変えたものが隊長格となっている[28]。
- スーツは6体が制作され、各シーンのキャラクター数は合成処理で調整されている[34]。

ツール
- 大勢登場するアバドンの戦い方を変えるため、1種類のライダーに別々のアイテムで変身するものとなった。

スラッシュアバドライザー
ベルとブガなどが装着するスラッシュ型の特殊ギア。ベルトから外すことで剣としても使用可能。
- デザインはスラッシュライザーの色替え。

ショットアバドライザー
ムーアとルーゴなどが装着するショット型の特殊ギア。ベルトから外すことで銃としても使用可能。ムーアは二丁拳銃で戦う。
- デザインはエイムズショットライザーの色替え。

必殺技
クラウディングエナジー
アバドンの必殺技。スラッシュアバドライザーをベルトに付けた状態で発動する。
クラウディングバースト
アバドンの必殺技。ショットアバドライザーをベルトに付けた状態で発動する。
クラウディングエナジーフォール
アバドンの必殺技。スラッシュアバドライザーをベルトから外して発動する。
クラウディングバーストキャノン
アバドンの必殺技。ショットアバドライザーをベルトから外して発動する。

## 用語・アイテム
ヘルライズプログライズキー
サウザンドジャッカーに装填したゼロツープログライズキーによりデータジャックされた衛星ゼアのデータを、サウザンドジャッカーに装填したブランクのプログライズキーに集め完成させた新型のプログライズキー。シンクネットのシステム部分のマークの一部がキーを開くと本体中央に現れる。
本来はエスが世界を崩壊させて楽園を創造するために求めていたものであり、元来は変身を想定していない。そのため、凄まじいキー単体のパワーにより一度起動すると二度と停止が不可能になるという仕様になっており、或人は自らキーを使用することで破壊しようとした。
- 禍々しさを強調するため、ヘルライジングホッパーに合わせて全体をワインレッドにしている。カバー表面のグラフィックは破壊されかけた地球を表現しており、本体右側のパーツはヘルライジングホッパーの肩の形状と爆発をイメージしている。

エデンゼツメライズキー
アークの力を得てエスが生み出したゼツメライズキー。
モチーフは絶滅種ではなく「ヒト」で、他のゼツメライズキーとは異なり、エデンのライダークレストが描かれている。エデンとシンクネットのサーバーを繋ぎ、楽園を創造する力を与える。
- 究極の敵にふさわしいものとして、ヒトをモチーフとしたゼツメライズキーで人類滅亡を企てるものとなった。
- デザインはアメイジングコーカサスプログライズキーの色替えで、同様の自動展開ギミックがあるものとなっている。

クラウディングホッパープログライズキー
イナゴのライダモデルが搭載されたプログライズキー。アビリティはヒット。

## キャスト
- 飛電或人 / 仮面ライダーゼロワン - 高橋文哉
- 不破諫 / 仮面ライダーバルカン - 岡田龍太郎
- イズ / アズ / 仮面ライダーゼロツー -  鶴嶋乃愛
- 刃唯阿 / 仮面ライダーバルキリー - 井桁弘恵
- 迅 / 仮面ライダー迅 - 中川大輔
- 滅 / 仮面ライダー滅 - 砂川脩弥
- 天津垓 / 仮面ライダーサウザー - 桜木那智
- 雷 - 山口大地
- 亡 - 中山咲月
- シェスタ - 成田愛純
- 山下三造 - 佐伯新
- 腹筋崩壊太郎 - なかやまきんに君[37]
- 弁護士ビンゴ - 南圭介[37]
- 白衣の天使ましろちゃん - 大後寿々花[37]
- マモル - 吉田悟郎
- 野立万亀男 - アキラ100%[37]
- ムーア / 仮面ライダーアバドン - 畑芽育[35]
- ルーゴ / 仮面ライダーアバドン - 小山悠[35]
- ブガ / 仮面ライダーアバドン - 後藤洋央紀[35]
- 青年アバター - 江田拓寛
- ムーアの本体 - 山田梨奈
- ブガの本体 - 矢部太郎[38]
- アナウンサー型ヒューマギア - 伊藤美来[38]
- 栄田 - 橋渡竜馬
- 尾野 - 竹中隼人[39]
- 老夫婦 - 山田良行、北野智子
- 信者 - 矢島八雲、竹森まりあ
- ベル / 仮面ライダールシファー - 福士誠治[35]
- 遠野朱音 - 山崎紘菜[35]
- 福添准 - 児嶋一哉（アンジャッシュ）
- エス / 一色理人 / 仮面ライダーエデン - 伊藤英明[3]

### 声の出演
- ナレーション - 山寺宏一
- AIニュース音声 - りんな[40][41]
- ニュースキャスター - 藤井隼、Victor Isurugi、Jessica Gerrity、Marsita Kogure、Ryan Bryneison

### スーツアクター
- 仮面ライダーゼロワン[出典 17] - 縄田雄哉
- 仮面ライダーバルカン[44] - 浅井宏輔
- 仮面ライダーバルキリー[45][46]、仮面ライダーゼロツー（イズ）[47] - 藤田慧
- 仮面ライダー迅[48][49] - 永徳
- 仮面ライダー滅[49][50] - 高岩成二
- 仮面ライダーエデン[25]、仮面ライダールシファー[34]、仮面ライダーアバドン[51] - 中田裕士
- 坂梨由芽
- 岡田和也
- 小森拓真
- 仮面ライダーアバドン[52] - 五十嵐睦美
- 東慶介
- 齊藤謙也
- 石井靖見
- 鍜治洸太朗
- 市川雅章
- 佐藤義夫
- 森博嗣
- 石上龍成
- 小泉丞
- 宮澤雪
- おぐらとしひろ
- 神前元
- 寺本翔悟
- 伊藤茂騎
- 久田悠貴
- 塚越靖誠
- 菅野慶太
- 橋本征弥
- 石黒鉄二
- 米岡孝弘
- 宇佐見紗風
- 白井雅士
- 松村知輝

ノンクレジット
- 福田圭佑
- 渡辺実
- 今井靖彦
- 青木哲也
- 蔦宗正人
- 北村海
- 榮男樹
- 井口尚哉
- 藤田洋平
- 近藤雄太
- 清水麟太郎
- 駒﨑太嘉
- 佐々木駿也
- 林本奈々
- 相田真滉
- 村上歩夢
- 伊藤よしの
- 岡田ひかる
- 亀島公輝
- 奈良充樹
- 川島翔太郎
- 菅野聖
- 長谷川夏來
- 岡崎聖奈
- 戦闘員役 - 安藤奈津美[54]

## スタッフ
- 製作 - 手塚治（東映）、西新（テレビ朝日）、高木勝裕（東映アニメーション）、與田尚志（東映ビデオ）、野田孝寛（ADKエモーションズ）、相原寛（東映エージエンシー）、佐藤明宏（バンダイ）
- 企画 - 金子保之（東映）、三輪祐見子（テレビ朝日）、鈴木篤志（東映アニメーション）、加藤和夫（東映ビデオ）、志村章（ADKエモーションズ）、清水啓司（東映エージエンシー）、金木勲（バンダイ）
- 原作 - 石ノ森章太郎
- 脚本 - 高橋悠也
- 音楽 - 坂部剛
- 撮影 - 倉田幸治
- 照明 - 斗沢秀
- 美術 - 大嶋修一
- 録音 - 村上洋祐
- 編集 - 佐藤連
- キャラクターデザイン - 田嶋秀樹（石森プロ）、PLEX
- アクション監督補 - 藤井祐伍（ジャパンアクションエンタープライズ）[55]、藤田慧[55][56]、高岩成二[55]
- 製作プロダクション - 東映テレビ・プロダクション
- スーパーバイザー - 小野寺章
- プロデューサー - 大森敬仁（東映）、井上千尋・水谷圭（テレビ朝日）、古谷大輔（ADKエモーションズ）
- アクション監督 - 渡辺淳（ジャパンアクションエンタープライズ）[55]
- 特撮監督 - 佛田洋
- スーパーヒーロープロジェクト（東映、テレビ朝日、東映アニメーション、東映ビデオ、ADKエモーションズ、東映エージエンシー、バンダイ）
- 監督 - 杉原輝昭
- 配給 - 東映[注釈 1]

## 音楽
主題歌「A.I. ∴ All Imagination」
作詞 - エンドケイプ / 作曲 - J / 編曲 - J×Takanori Nishikawa and DJ'TEKINA//SOMETHING / 歌唱 - J×Takanori Nishikawa
挿入歌「REAL×EYEZ」
作詞 - 藤林聖子・西川貴教 / 作曲 - J / 編曲 - J×Takanori Nishikawa and DJ'TEKINA//SOMETHING / 歌 - J×Takanori Nishikawa

## 制作
テレビシリーズの最終章を描く。元々、テレビシリーズ終盤のある1日の中の60分の間に起こった事件というものだったが、新型コロナウイルスの感染拡大による緊急事態宣言が発令され、公開時期が変更されたことに伴い、最終話後の後日譚（時系列は滅との最終対決から3か月後）に組み直され、新型のイズの描写、アークワン登場場面のアズへの変更など、細部を変更している。そのため、当初の段階では登場する予定がなかった雷と亡も登場することとなった。
リアルタイムで事件解決までの60分を表現するため、全てのキャラクターを描くため、チーム分けをするものとなった。2020年夏の公開予定であった本作品が最終回後に移ったため、放映後に映画でフォローを行う前提でテレビシリーズ終盤の展開を進めたという。
発生した正体不明のガス兵器による同時多発テロの中で、防毒マスクを着けて戦う登場人物たちや無人の列車など、令和2年の「今」を象徴しており、現代的なテーマを織り交ぜつつ、現在のリアルな社会情勢を映し出しているが、脚本の制作は2020年2月ごろであり、それらの描写は新型コロナウイルスとはまったく関係がなく、そのように受け取る人が仮にいたとしても最後まで本作品を見れば分かるため、シナリオは前述のように最終話以降の話にした以外は変更していないという。
当初は地球が敵組織によって破壊され、ほとんどの人類とヒューマギアがいなくなった世界で、衣食住に特化したヒューマギアがすべてを再生するというコンセプトの話であった。本来予定されていた夏の劇場版は最終話直前に公開予定であったため、テレビシリーズでは人間の悪意が生み出した人工衛星アークが敵とされていたが、それとは別視点の物語として、人間の悪意の発生源である「烏合の衆の悪意」を敵として設定し、人型の人工知能以外のものとして医療用のナノマシンが登場することとなった。
劇中のエスの演説やオリジナルキャラクターの役名のほとんどは、旧約聖書に由来している。
伊藤英明は、自身の子供が仮面ライダーを視聴する年代であり、子供と共に見ているうちに自身もハマったことがきっかけで本作品への出演を相談し、敵としての出演も正式に受諾したことで実現した。しかし緊急事態宣言の発令による撮影時期の変更により出演が難しくなったが、他の仕事と調整したことで実現した。また、伊藤を含めたゲストキャラも本来は夏に撮影する予定であったが、冬に変更となったもののそのまま出演することとなったという。
飛電インテリジェンスのシーンは、テレビ撮影終了後にセットを解体する都合から、テレビシリーズの最終回以前に撮影された。

## 関連映像

### ショートアニメ
ムビチケ限定特典として『仮面ライダーゼロワン ショートアニメ EVERYONE'S DAILY LIFE』第5話を『別冊 仮面ライダーセイバー 短編活動萬画集』第1集とともに公式動画配信サービス『MIRAIL（ミレール）』で先行配信。

### 映画館での鑑賞マナーCM
2020年11月より109シネマズの映画幕間に期間限定で上映のマナー映像。スピンオフアニメ『仮面ライダーゼロワン ショートアニメ EVERYONE'S DAILY LIFE』『別冊 仮面ライダーセイバー 短編活動萬画集』の主人公2人が共演する。東映特撮ファンクラブでも配信された。

### キャンペーン映像
2020年7月28日に『映画館に行こう！』キャンペーンとしてYouTubeに『劇場版 仮面ライダーゼロワン／魔進戦隊キラメイジャー THE MOVIE』のショート動画を配信。

## 映像ソフト化
2021年4月21日発売。Blu-ray / DVDでリリース。
- 劇場短編 仮面ライダーセイバー 不死鳥の剣士と破滅の本 / 劇場版 仮面ライダーゼロワン REAL×TIME DVD通常版（1枚組）
  - 映像特典
    - TRAILER
- 劇場短編 仮面ライダーセイバー 不死鳥の剣士と破滅の本 / 劇場版 仮面ライダーゼロワン REAL×TIME DVDコレクターズパック（2枚組）
  - ディスク1：本編DVD（通常版と共通）
  - ディスク2：特典DVD
    - 『劇場短編 仮面ライダーセイバー 不死鳥の剣士と破滅の本』メイキング
    - 『劇場版 仮面ライダーゼロワン REAL×TIME』メイキング
    - イベント集
      - 完成披露舞台挨拶
      - 『劇場版 仮面ライダーゼロワン REAL×TIME』公開記念クリスマス特別番組〜天津課長は仲良くなりたい〜
      - 『劇場短編 仮面ライダーセイバー 不死鳥の剣士と破滅の本』公開記念お正月特別番組〜これがホモサピエンスのお正月ですね〜

    - 劇場マナーCM
    - SPOT集
    - DATA FILE
    - POSTER GALLERY
- 劇場短編 仮面ライダーセイバー 不死鳥の剣士と破滅の本 / 劇場版 仮面ライダーゼロワン REAL×TIME Blu-ray+DVDセット コレクターズパック（2枚組）
  - ディスク1：本編Blu-ray
    - 音声特典
      - 『劇場版 仮面ライダーゼロワン REAL×TIME』オーディオ・コメンタリー（高橋文哉×鶴嶋乃愛×監督：杉原輝昭）

    - 映像特典
      - 『劇場短編 仮面ライダーセイバー 不死鳥の剣士と破滅の本』メイキング
      - 『劇場版 仮面ライダーゼロワン REAL×TIME』メイキング
      - イベント集
        - 完成披露舞台挨拶
        - 『劇場版 仮面ライダーゼロワン REAL×TIME』公開記念クリスマス特別番組〜天津課長は仲良くなりたい〜
        - 『劇場短編 仮面ライダーセイバー 不死鳥の剣士と破滅の本』公開記念お正月特別番組〜これがホモサピエンスのお正月ですね〜

      - 劇場マナーCM
      - SPOT集
      - TRAILER
      - DATA FILE
      - POSTER GALLERY

  - ディスク2：本編DVD
    - 映像特典
      - TRAILER
- 【初回生産限定】劇場短編 仮面ライダーセイバー 不死鳥の剣士と破滅の本 / 劇場版 仮面ライダーゼロワン REAL×TIME コレクターズパック 豪華版（3枚組）
  - セット内容
    - 劇場短編 仮面ライダーセイバー 不死鳥の剣士と破滅の本 / 劇場版 仮面ライダーゼロワン REAL×TIME Blu-ray+DVDセット コレクターズパック
    - ディスク3：主題歌CD
      - M1, 東京スカパラダイスオーケストラ「多重露光 feat.川上洋平」
      - M2, J×Takanori Nishikawa「A.I. ∴ All Imagination」
      - M3, 東京スカパラダイスオーケストラ「多重露光 feat.川上洋平」instrumental
      - M4, J×Takanori Nishikawa「A.I. ∴ All Imagination」instrumental

    - 『劇場短編 仮面ライダーセイバー 不死鳥の剣士と破滅の本』絵コンテ集（66P）
    - 特製スリーブケース